# HK USP
Heckler & Koch USP (нем. Universale Selbstlade Pistole — универсальный самозарядный пистолет) — самозарядный пистолет, разработанный немецкой компанией Heckler & Koch. Впервые представлен в 1993 году. Предназначен для вооружения полиции и армии. На настоящий момент HK USP выпускается под патроны: .40 S&W, 9×19 мм Парабеллум и .45 ACP. Отличается высокой живучестью и надёжностью, хорошей точностью стрельбы. Из недостатков можно отметить значительные размеры оружия, даже в компактном варианте, довольно высоко расположенный центр тяжести и массивный затвор, несколько затрудняющий скрытное ношение.

## История создания
Работы по созданию нового перспективного пистолета, в первую очередь предназначенного для американского рынка (как гражданского, так и полицейского) были начаты оружейной фирмой «Heckler & Koch» в середине 1989 года. Предусматривалась разработка достаточно универсального пистолета, который имел бы различные варианты УСМ и отвечал бы требованиям различных заказчиков, а также обладал высокими характеристиками. Название нового оружия — USP, расшифровывалось как Universal Selbstlade Pistole, то есть универсальный самозарядный пистолет. Главным требованием к новому пистолету были простота в повседневной эксплуатации и надежность. Созданием нового оружия руководил Хельмут Уэлдл. Новый пистолет сразу проектировался под американский патрон .40 S&W, а выпуск 9 мм модификации планировался с помощью установки в базовую модель калибра .40 другого ствола и магазина. Серийный выпуск первого варианта USP был налажен в 1993 году.
Пистолет был разработан со стволом с полигональной нарезкой (существуют, однако, стволы для USP со стандартными спиральными полями нарезов). В 1996 году был принят на вооружение специальным подразделением ВМС США SEAL под флотским индексом Mk 23 Mod 0. Данный пистолет является модификацией USP под калибр .45 ACP, значительно утяжелённой и более прочной. На сегодняшний день считается самым точным самозарядным пистолетом сорок пятого калибра.
В 1994 году оружейная компания Heckler & Koch представила компактную модификацию пистолета — USP Compact. Он отличается уменьшенными размерами рамки и длиной ствола, а также значительно меньшей ёмкостью магазина. Позже на основе USP Compact калибра .40 СВ была выпущена модель под патрон .357 SIG (другие варианты USP под этот патрон не выпускаются).
В 1995 году появился пистолет калибра .45 АСР, предназначенный преимущественно для США, а немного позднее — модификация USP Tactical, отличающаяся от USP .45 более длинным стволом с резьбой для установки глушителя, регулируемым прицелом и матчевым[уточнить] УСМ. USP Tactical также был разработан в основном для американской полиции.
Кроме моделей для военных и полицейских структур, «Heckler & Koch» создала ряд спортивных модификаций на основе базового варианта. USP Match имеет ствол с полигональной нарезкой, дульный тормоз-компенсатор и УСМ, отрегулированный под требования целевой стрельбы.
USP Expert имеет более длинный, до 152 мм, ствол и удлинённый затвор, а также увеличенную ёмкость магазина — 18 патронов 9 мм, 16 патронов .40 или 12 — калибра .45. Пистолет рассчитан в том числе и для европейских соревнований по правилам IPSC, так как ввоз в Соединённые Штаты гражданского оружия с ёмкостью магазина более 10 патронов был запрещён с 1994 года вплоть до 2004 года.
Помимо этого, различные модификации USP состоят на службе в Германии. Один из вариантов USP под обозначением P8 был принят на вооружение бундесвера; его отличительной особенностью является УСМ двойного действия с одним рычагом, включающим предохранитель и в то же время снимающим курок с боевого взвода. Также он выпускается только под патроны 9х19 мм НАТО. Модификация под индексом P10 фактически является пистолетом USP Compact и принята на вооружение федеральной полицией Германии.

## Принцип действия
Пистолеты USP используют модифицированную схему автоматики Браунинга с использованием энергии отдачи ствола при его коротком ходе. Сцепление ствола с затвором осуществляется массивным выступом в казённой части ствола с окном для выброса гильз на затворе. Снижение ствола при расцеплении с затвором происходит при взаимодействии фигурного прилива под стволом с наклонным пазом, выполненным в задней части направляющего стержня возвратной пружины. Стержень возвратной пружины выполнен единым модулем с двумя возвратными пружинами — основной и буферной, при этом основная пружина взаимодействует с затвором, а буферная служит для смягчения удара возвратного стержня о поперечный штифт рамки в момент расцепления ствола и затвора. На пистолетах серии USP Compact из-за ограниченных размеров буферная пружина заменена полимерным буфером, имеющим живучесть до 25 000 выстрелов. Такое решение позволило значительно снизить нагрузку на полимерную рамку оружия, а значит — повысить его ресурс и уменьшить ощущаемую отдачу. Самовзводный курковый ударно-спусковой механизм пистолета имеет конструкцию, допускающую его функционирование в разных режимах, при этом для переключения УСМ в различные режимы работы необходимо в условиях оружейной мастерской заменить одну или две детали, а именно — фигурный вкладыш механизма и/или рычажок предохранителя. Кожух-затвор сделан из молибденовой стали.
Существуют 10 вариантов функционирования УСМ пистолетов USP:
1. Самовзводный УСМ (двойного действия) с предохранителем на левой стороне рамки. Нажатие рычажка предохранителя вниз из положения «огонь» снимает курок с боевого взвода, после чего рычажок автоматически возвращается в положение «огонь»
2. Аналогично типу 1, но рычажок на правой стороне рамки
3. Самовзводный УСМ (двойного действия), рычажок на левой стороне рамки выполняет только функцию безопасного спуска курка
4. Аналогично варианту 3, но рычажок на правой стороне рамки
5. Только самовзводный УСМ с рычажком предохранителя на левой стороне рамки
6. Аналогично варианту 5 с предохранителем на правой стороне рамки
7. Только самовзводный УСМ без внешних предохранителей
8. Вариант для пистолета P8 (см. ниже).
9. Самовзводный УСМ (двойного действия) с предохранителем на левой стороне рамки. Функции безопасного спуска курка нет
10. Аналогично типу 9, но рычажок на правой стороне рамки [1]

## Испытания
Пистолет Heckler & Koch Mk 23 mod 0, являющийся усиленной модификацией USP, превосходно зарекомендовал себя в сравнительных испытаниях, где по своим характеристикам смог обойти пистолеты других марок. Он без особых затруднений произвёл 30 тысяч выстрелов патронами с усиленным пороховым зарядом (сертифицирован на использование боеприпасов .45ACP P+). Также это оружие прошло тест на стрельбу при −50 °C и при +73 °C, без смазки, спустя четыре дня пребывания в солёной морской воде и после испытаний солнцем, пылью и грязью. Оно могло стрелять и после падения на бетонный пол с трёхметровой высоты. Некоторые назвали этот пистолет «наиболее досконально испытанным оружием в военной истории Соединённых Штатов».

## Модификации
Одной из отличительных особенностей USP является широкое разнообразие модификаций этого оружия. В настоящее время существует девять различных вариантов. Система у этих вариантов, как правило, одна. Флажок предохранителя, затворная задержка и кнопка извлечения магазина по желанию заказчика могут быть установлены либо слева, либо справа (для леворуких стрелков). У спусковой скобы есть выступ для пальца второй руки при стрельбе с обеих рук. На рамке пистолета, под стволом, есть направляющие для крепления боевого фонаря или лазерного целеуказателя. В конструкции пистолета широко используются полимеры (магазин пистолета также выполнен из полимера, кроме USP .45, магазин которого из стали).

### USP Compact
Уменьшенная модификация пистолета USP. Появилась в 1993 году. Отличается от базового вариантa меньшими размерами.

### P2000
P2000 является дальнейшим развитием USP Compact. Главными отличиями от предыдущих пистолетов USP являются улучшенная эргономика, сменные панели пистолетной рукоятки и модульная ударно-спусковая система, получившая фирменное обозначение — Combat Defence Action (CDA). Наряду с этим, базовая модификация пистолета P2000 оснащена рычагом безопасного спуска, взводящегося с боевого взвода. Рычаг расположен на задней стороне рамки, слева от курка.

### USP Compact Tactical
Модернизация HK USP Compact, которая включает в себя резьбу для глушителей на внешнем стволе.

### USP Tactical
Является модификацией HK USP для использования полицией. Основное отличие от стандартного USP — возможность использования глушителя.
Также вышла версия USP-S с меньшим объемом магазина на 12 патронов.

### USP Expert
Имеет удлинённый ствол и увеличенную ёмкость магазина — 18 патронов 9 mm Para, 16 патронов .40 S&W или 12 патронов .45 ACP. Этот вариант предназначен главным образом для участия в соревнованиях Международной Конфедерации Практической стрельбы (IPSC).

### USP Elite
Модификация HK USP Expert с удлинённым стволом и затвором.

### USP Match
Спортивный вариант. Имеет специальную насадку, которая уменьшает подброс ствола при стрельбе за счёт своего веса. Не выпускается с 1999 года.

## Использование
- Ирландия[11]
- Армения: HK USP на вооружении миротворческих сил ISAF
- Италия: HK USP SD на вооружении 17-го авиакрыла специального назначения военно-воздушных сил Италии[12]
- США: (Силы СпН Армии США, SEAL, 75-й полк рейнджеров и др.)[13]
- Дания[14]
- Венгрия[14]
- Польша: (HK USP SD (с насадкой для установки глушителя) Jednostka Wojskowa Komandosów[15], JW GROM, Jednostka Wojskowa Agat, Jednostka Wojskowa Nil)
- Португалия — 9-мм пистолет HK USP находится на вооружении отдельных категорий военнослужащих португальской армии[16]
- Швейцария[14]
- Украина: на вооружении группы «А» Центра специальных операций Службы безопасности Украины[17]
- ФРГ
- Франция[18]
- Эстония: летом 2005 года был заключен договор о приобретении партии 9-мм пистолетов H&K USP[19], принятых на вооружение вооружённых сил Эстонии[20]

## Оружие в массовой культуре
Пистолеты HK USP неоднократно показывались в качестве оружия героев во многих полнометражных фильмах, телесериалах и компьютерных играх.
В частности, пистолеты HK USP 9 Match использовались в фильме «Лара Крофт: Расхитительница гробниц» в качестве оружия главной героини, которую сыграла Анджелина Джоли. В 2022 году поступили сообщения, что оригинальное оружие было выставлено на аукцион компанией Rock Island Auction: об этом сообщил владелец бутафорской конторы Bapty & Co Тони Уоттс.